# Archimandriet

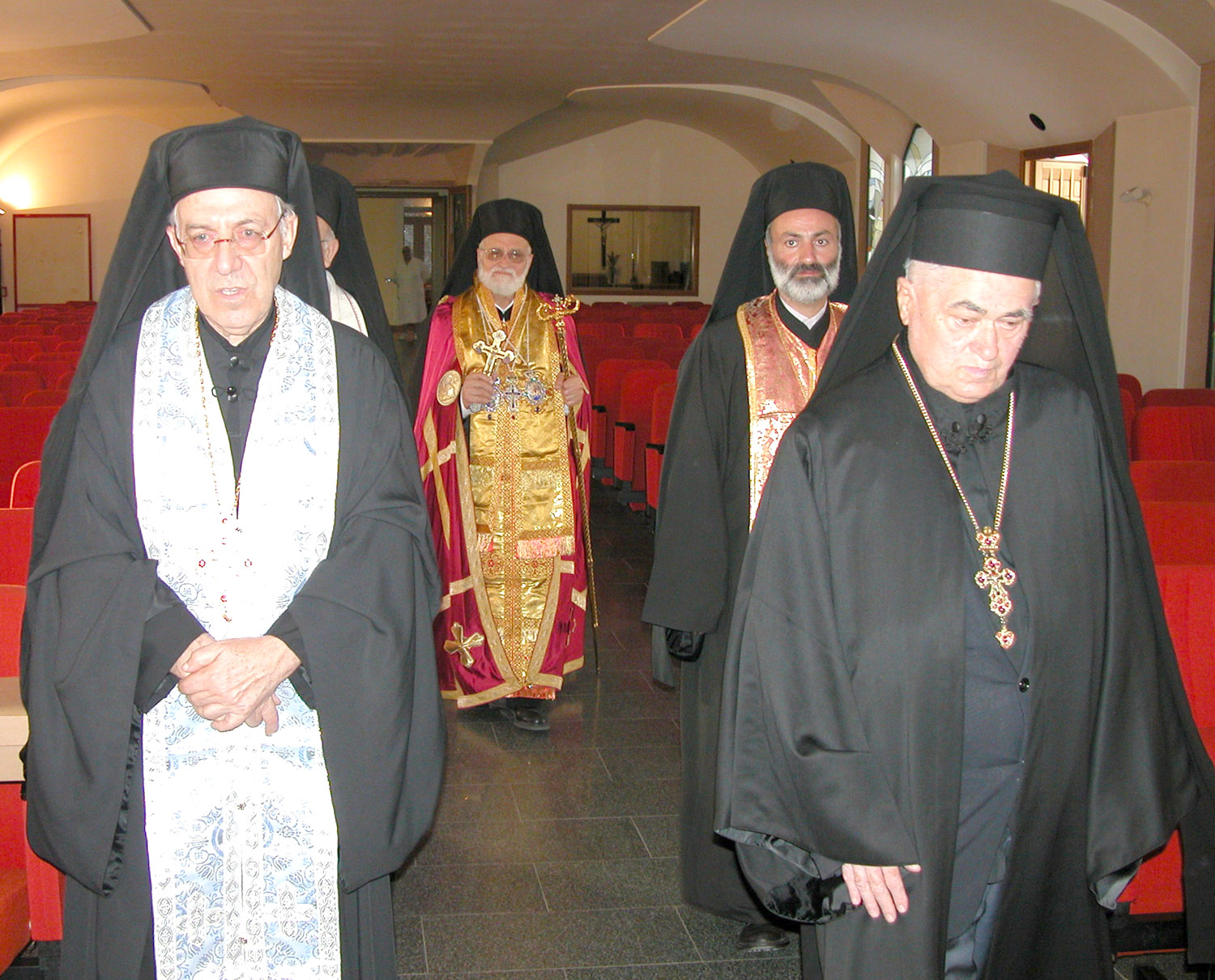
Patriarch Gregorios III (in het midden van de foto) met enkele archimandrieten op bezoek in het Heiligdom van Onze-Lieve-Vrouw van Caravaggio, Italië, op 11 september 2008.

Een archimandriet (Grieks: ἀρχιμανδρίτης; archimandritis) is in het Oosters christendom de benaming voor de overste van een klooster of van een groep kloosters (aartsabt). Het is ook een eretitel voor niet in een klooster levende priestermonniken. Bisschoppen worden meestal verkozen uit de archimandrieten.